# Clàudia de França
|  | Aquest article tracta sobre la filla d'Enric II de França i Caterina de Mèdici. Si cerqueu la filla del rei Lluís XII de França i d'Anna de Bretanya, vegeu «Clàudia d'Orléans». |

Clàudia de França (Fontainebleau, 12 de novembre de 1547 - Nancy, 21 de febrer de 1575) fou la segona filla d'Enric II de França i Caterina de Mèdici, pertanyent per llinatge a la dinastia Valois-Angulema, que arribà a ser consort duquessa de Lorena i de Bar. Persona de rang equiparable a les seves coetànies Isabel de Valois i Maria I d'Escòcia, el 1559 es va casar amb Carles III de Lorena, duc de Lorena i Bar. Tanmateix, assumí un discret paper de princesa residint poc a Nancy, capital de la Lorena, per viure a la cort de França amb la seva mare, que apreciava molt. Rep el nom de la seva àvia paterna Clàudia de França. Casada a 12 anys, Clàudia de França va donar a llum a nou fills:
- Enric II de Lorena (1563 -1624), duc de Lorena i Bar
- Cristina de Lorena (1565 -1637), es va casar el 1587 amb Ferran I de Mèdici, Gran Duc de la Toscana (1549 -1609)
- Carles (1567 -1607), cardenal de Lorena, bisbe de Metz (1578-1607) i Estrasburg (1604-1607)
- Antonieta (1568 -1610), es va casar el 1599 amb Jean-Guillaume (1562 -1609), duc de Jülich i Berg
- Anna (1569 -1676)
- Francesc II de Lorena (1572 -1632), comte de Vaudémont, duc de Lorena i Bar
- Caterina (1573 -1648), abadessa de Remiremont
- Elisabet de Lorena (1575 -1635), casada el 1599 amb l'Elector Maximilià I de Baviera (1573 -1651)
- Clàudia (1575 -1576)